# Aserbaidschanischer Fußballpokal 1993/94
Der Aserbaidschanischer Fußballpokal 1993/94 war die dritte Austragung des Pokalwettbewerbs im Fußball in Aserbaidschan nach der Unabhängigkeit von der Sowjetunion. Pokalsieger wurde der FK Kəpəz, der sich im Finale gegen den FK Xəzər Lənkəran durchsetzte.

## Modus
Bis zum Halbfinale wurden die Sieger in Hin- und Rückspiel ermittelt. Bei Torgleichstand in beiden Spielen zählte zunächst die größere Zahl der auswärts erzielten Tore; gab es auch hierbei einen Gleichstand, wurde das Rückspiel verlängert und ggf. ein Elfmeterschießen zur Entscheidung ausgetragen.

## Teilnehmer
| Premyer Liqası (15) Gruppe A000000000000000Gruppe B | Premyer Liqası (15) Gruppe A000000000000000Gruppe B | Birinci Divizionu (30) Gruppe A000000000000000Gruppe B000000000000000Gruppe C | Birinci Divizionu (30) Gruppe A000000000000000Gruppe B000000000000000Gruppe C                                                                                             | Birinci Divizionu (30) Gruppe A000000000000000Gruppe B000000000000000Gruppe C                                                                                       |
| --- | --- | --- | --- | --- |
| - PFK Turan Tovuz - FK Qarabağ Ağdam - FK Kəpəz - FK Xǝzǝr Sumqayıt - FK Kür-Nur Mingəçevir - FK Viləs Masallı - Baku Fəhləsi Maştağa FK - Neftçi Baku PFK | - FK Xəzər Lənkəran - FK İnşaatçı Baku - FK Pambiqçi Bərdə - FK Khazri-Eltac Buzovna - FK Nefteqaz Qusar - FK Azeri Baku - FK Kürmük Qax - FK Avtomobilçi Yevlax | - FK Azneftyağ Baku - FK Pambıqçı Neftçala - Çeşmə Lənkəran - FK Plastik Salyan - FK Azeri Baku II - Energetik Əli Bayramlı - FK Ümid Cəlilabad - FK Sərhədçi Astara - FK İnşaatçı Sabirabad - FK Bibiheybəd | - FK Metallurq Sumqayıt - MOİK Baku PFK - FK Sahil - FK Çıraqqala Siyəzən - FK Qum adası - FK Şərabçı Xamaz - FK Şirvan Ağdaş - FK Şirvan Şamaxı - FK Göyçay - FK Göytəpə | - OİK-Göyəzən Qazax - FK Zabrat - FK Şəmkir - FK Turan Tovuz II - FK Məsəl Baku - AZAL Baku - FK Şafa Naftalan - FK Avei Ağstafa - FK Pambıqı Zərdab - Mil Beyləqan |

## 1. Runde
In dieser Runde nahmen zwei Erstligisten und vierundzwanzig Zweitligisten teil.
|                            | Gesamt |                         | Hinspiel | Rückspiel |
| -------------------------- | ------ | ----------------------- | -------- | --------- |
| OİK-Göyəzən Qazax (II)     | 6:0    | FK Şafa Naftalan (II)   | 03:0 1   | 03:0 1    |
| FK Metallurq Sumqayıt (II) | 6:3    | FK Şəmkir (II)          | 4:1      | 2:2       |
| Çeşmə Lənkəran (II)        | 6:3    | FK Azeri Baku II (II)   | 2:1      | 4:2       |
| FK Qum adası (II)          | 6:0    | Mil Beyləqan (II)       | 03:0 1   | 03:0 1    |
| FK Turan Tovuz II (II)     | 1:5    | FK Plastik Salyan (II)  | 1:2      | 00:3 2    |
| FK İnşaatçı Sabirabad (II) | 1:4    | FK Məsəl Baku (II)      | 2:0      | 1:4       |
| FK Zabrat (II)             | 3:0    | FK Şərabçı Xamaz (II)   | 2:0      | 1:0       |
| FK Pambıqçı Neftçala (II)  | 5:3    | FK Sərhədçi Astara (II) | 4:2      | 1:1       |
| FK Kür-Nur Mingəçevir (I)  | 10:30  | FK Bibiheybəd (II)      | 6:0      | 4:3       |
| MOİK Baku PFK (II)         | 10:10  | FK Göyçay (II)          | 7:0      | 3:1       |
| FK Şirvan Şamaxı (II)      | 4:1    | FK Avei Ağstafa (II)    | 2:0      | 2:1       |
| FK Pambıqı Zərdab (II)     | 1:4    | AZAL Baku (II)          | 1:1      | 0:3       |
| FK Sahil (II)              | 2:4    | FK Azneftyağ Baku (II)  | 2:4      | 0:0       |

## 2. Runde
Teilnehmer: Die dreizehn Sieger der 1. Runde, vierzehn weitere Erstligisten und sechs weitere Zweitligisten.
|                             | Gesamt |                             | Hinspiel | Rückspiel |
| --------------------------- | ------ | --------------------------- | -------- | --------- |
| FK Şirvan Ağdaş (II)        | 4:8    | PFK Turan Tovuz (I)         | 4:5      | 00:3 3    |
| OİK-Göyəzən Qazax (II)      | 4:3    | FK Khazri-Eltac Buzovna (I) | 4:0      | 0:3       |
| Baku Fəhləsi Maştağa FK (I) | 6:1    | FK Metallurq Sumqayıt (II)  | 6:0      | 0:1       |
| Çeşmə Lənkəran (II)         | 1:4    | FK Azeri Baku (I)           | 1:0      | 0:4       |
| FK Kəpəz (I)                | 8:2    | FK Qum adası (II)           | 4:0      | 4:2       |
| FK Plastik Salyan (II)      | 3:9    | FK Kür-Nur Mingəçevir (I)   | 3:0      | 0:9       |
| FK İnşaatçı Baku (I)        | 1:0    | FK Məsəl Baku (II)          | 1:0      | 0:0       |
| FK Çıraqqala Siyəzən (II)   | 0:6    | FK Ümid Cəlilabad (II)      | 00:3 3   | 00:3 3    |
| FK Göytəpə (II)             | 0:6    | Neftçi Baku PFK (I)         | 00:3 2   | 00:3 3    |
| FK Viləs Masallı (I)        | 3:1    | FK Zabrat (II)              | 3:0      | 0:1       |
| FK Pambıqçı Neftçala (II)   | 03:10  | FK Qarabağ Ağdam (I)        | 1:3      | 2:7       |
| FK Nefteqaz Qusar (I)       | 4:2    | Energetik Əli Bayramlı (II) | 2:0      | 2:2       |
| MOİK Baku PFK (II)          | 1:2    | FK Pambiqçi Bərdə (I)       | 0:0      | 1:2       |
| FK Şirvan Şamaxı (II)       | 0:6    | FK Xəzər Lənkəran (I)       | 00:3 3   | 00:3 3    |
| AZAL Baku (II)              | 0:7    | FK Xǝzǝr Sumqayıt (I)       | 0:0      | 0:7       |
| FK Avtomobilçi Yevlax (I)   | 1:6    | FK Azneftyağ Baku (II)      | 1:1      | 0:5       |

## Achtelfinale
|                       | Gesamt          |                             | Hinspiel | Rückspiel |
| --------------------- | --------------- | --------------------------- | -------- | --------- |
| PFK Turan Tovuz (I)   | 0:0 (1:3 i. E.) | OİK-Göyəzən Qazax (II)      | 0:0      | 0:0 n. V. |
| FK Azeri Baku (I)     | 1:3             | Baku Fəhləsi Maştağa FK (I) | 1:2      | 0:1       |
| FK Kəpəz (I)          | 3:1             | FK Kür-Nur Mingəçevir (I)   | 1:0      | 2:1       |
| FK İnşaatçı Baku (I)  | 4:3             | FK Ümid Cəlilabad (II)      | 2:1      | 2:2       |
| Neftçi Baku PFK (I)   | 5:2             | FK Viləs Masallı (I)        | 4:0      | 1:2       |
| FK Nefteqaz Qusar (I) | 2:3             | FK Qarabağ Ağdam (I)        | 2:1      | 0:2       |
| FK Pambiqçi Bərdə (I) | (a)3:3(a)       | FK Xəzər Lənkəran (I)       | 3:1      | 0:2       |
| FK Xǝzǝr Sumqayıt (I) | 3:1             | FK Azneftyağ Baku (II)      | 3:1      | 0:0       |

## Viertelfinale
|                             | Gesamt |                        | Hinspiel | Rückspiel |
| --------------------------- | ------ | ---------------------- | -------- | --------- |
| Baku Fəhləsi Maştağa FK (I) | 2:3    | OİK-Göyəzən Qazax (II) | 2:0      | 0:3       |
| FK Kəpəz (I)                | 3:1    | FK İnşaatçı Baku (I)   | 1:0      | 2:1       |
| FK Qarabağ Ağdam (I)        | 6:0    | Neftçi Baku PFK (I)    | 03:0 4   | 03:0 4    |
| FK Xǝzǝr Sumqayıt (I)       | 2:3    | FK Xəzər Lənkəran (I)  | 2:0      | 0:3       |

## Halbfinale
|                      | Gesamt |                        | Hinspiel | Rückspiel |
| -------------------- | ------ | ---------------------- | -------- | --------- |
| FK Kəpəz (I)         | 6:0    | OİK-Göyəzən Qazax (II) | 03:0 5   | 03:0 5    |
| FK Qarabağ Ağdam (I) | 0:6    | FK Xəzər Lənkəran (I)  | 0:3      | 00:3 6    |

## Finale
| Paarung   | FK Kəpəz – FK Qarabağ Ağdam                             |
| Ergebnis  | 2:0 (1:0)                                               |
| Datum     | 28. Mai 1994                                            |
| Stadion   | Tofiq-Bəhramov-Stadion, Baku                            |
| Zuschauer | 3.500                                                   |
| Tore      | 1:0 Ceyhun Tanrıverdiyev (31.) 2:0 Fazil Pərvərov (62.) |